# Goerita semata
Goerita semata är en nattsländeart som beskrevs av Ross 1938. Goerita semata ingår i släktet Goerita och familjen grusrörsnattsländor. Inga underarter finns listade i Catalogue of Life.